# Biathlon-Weltmeisterschaften 2008

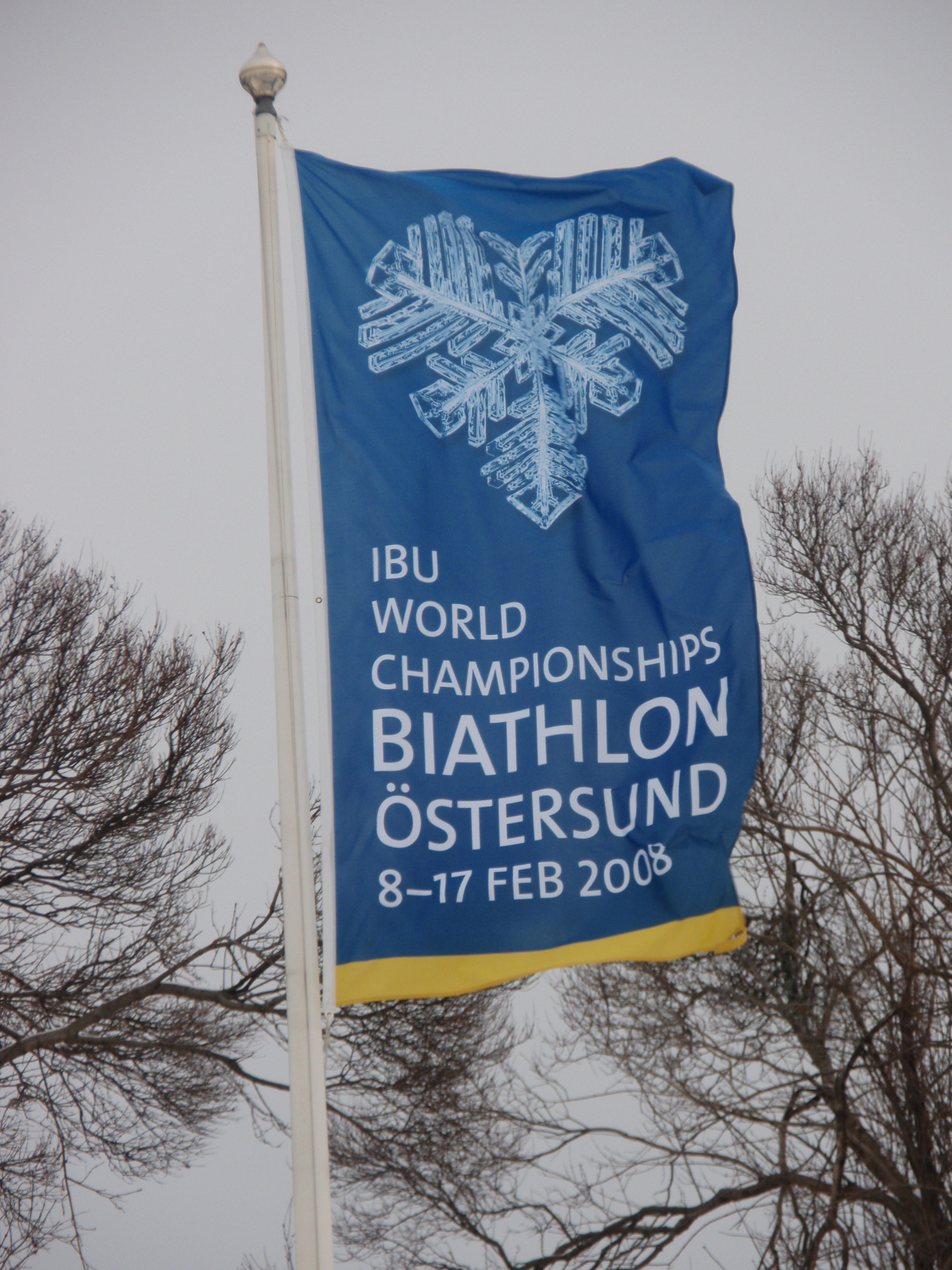
Logo der 42. Biathlon-Weltmeisterschaften

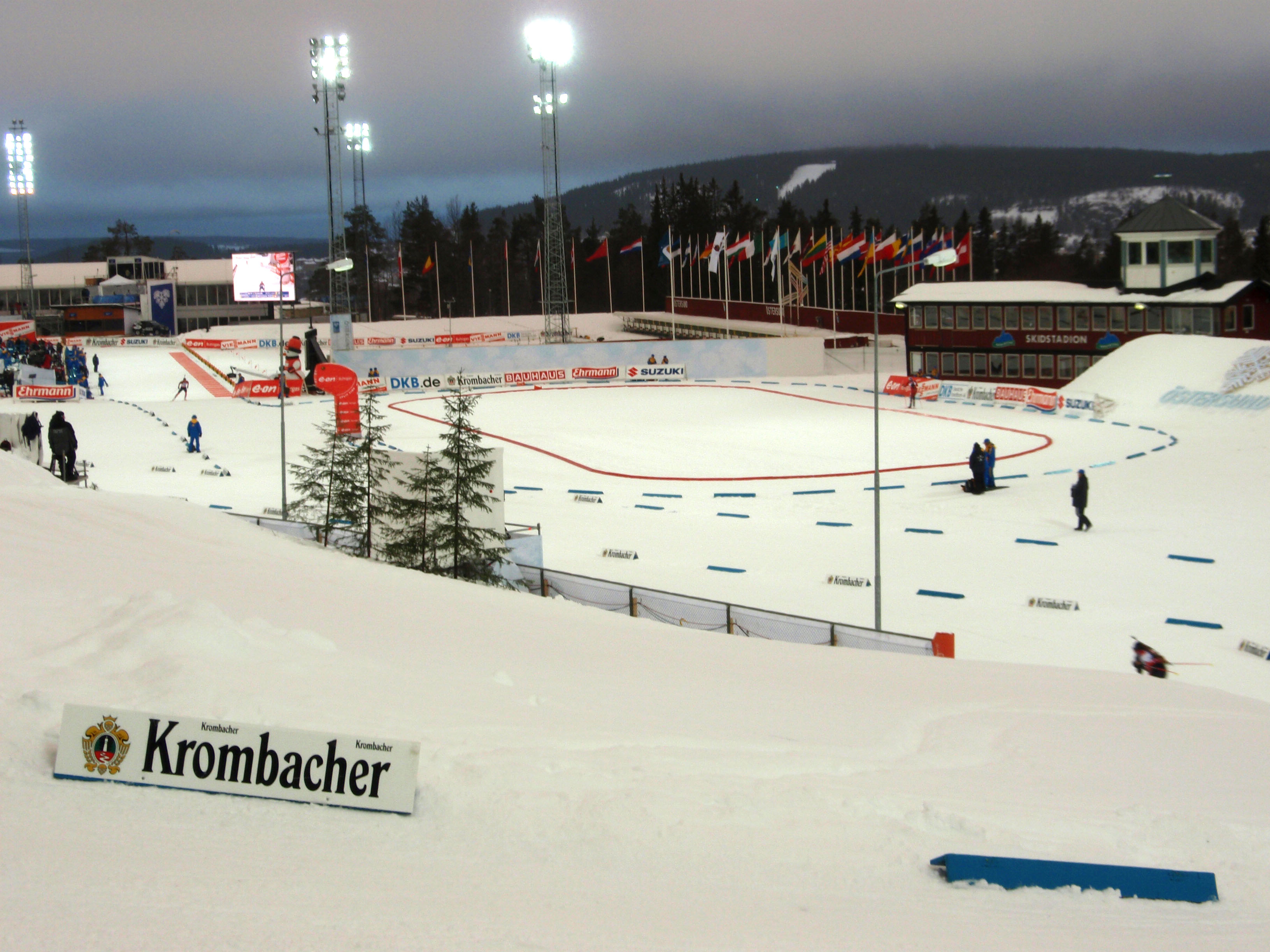
Das Stadion von Östersund 2008

Die 42. Biathlon-Weltmeisterschaften fanden vom 8. bis 17. Februar 2008 im Östersunds skidstadion im schwedischen Östersund statt.

## Wahl des Ausrichters
Beim Kongress der Internationalen Biathlon-Union setzte sich die Stadt schon im ersten Wahlgang mit der absoluten Mehrheit von 30:11 Stimmen als Ausrichter der Biathlon-Weltmeisterschaften 2008 gegen Pyeongchang (Südkorea) durch.

## Wettbewerbe
Das Wettbewerbsangebot war identisch mit dem der vorangegangenen Weltmeisterschaften. Mit Sprint, Verfolgung, Einzelwettkampf, Massenstart und Staffel gab es je fünf Disziplinen für Frauen und Männer. Darüber hinaus wurde als elfter Wettbewerb die Mixed-Staffel ausgetragen.

## Startplätze
Die folgende Auflistung gibt an, wie viele Athleten und Athletinnen die aufgeführten Nationen für die Titelkämpfe maximal melden konnten. Startberechtigt waren allerdings höchstens vier Teilnehmer pro Nation und Wettkampf. Die Titelverteidiger aus Sprint, Einzel und Massenstart erhielten in den entsprechenden Disziplinen ein persönliches Startrecht und fielen somit nicht unter das jeweilige nationale Kontingent.
| Kürzel | Nation                  | Männer | Frauen |
| ------ | ----------------------- | ------ | ------ |
| ARG    | Argentinien             | 1      | 0      |
| AUS    | Australien              | 1      | 0      |
| AUT    | Österreich              | 6      | 1      |
| BEL    | Belgien                 | 4      | 2      |
| BIH    | Bosnien und Herzegowina | 2      | 1      |
| BLR    | Belarus                 | 5      | 6      |
| BGR    | Bulgarien               | 5      | 5      |
| CAN    | Kanada                  | 4      | 4      |
| CHE    | Schweiz                 | 5      | 1      |
| CZE    | Tschechien              | 5      | 5      |
| DEU    | Deutschland             | 8      | 8      |
| EST    | Estland                 | 5      | 5      |
| FIN    | Finnland                | 5      | 5      |
| FRA    | Frankreich              | 8      | 8      |
| GBR    | Großbritannien          | 5      | 2      |
| GRC    | Griechenland            | 3      | 0      |
| GRL    | Grönland                | 2      | 0      |
| HRV    | Kroatien                | 1      | 2      |
| HUN    | Ungarn                  | 3      | 0      |
| ITA    | Italien                 | 5      | 5      |

| Kürzel | Nation              | Männer | Frauen |
| ------ | ------------------- | ------ | ------ |
| JPN    | Japan               | 2      | 2      |
| KAZ    | Kasachstan          | 6      | 6      |
| KOR    | Südkorea            | 2      | 2      |
| LTU    | Litauen             | 0      | 1      |
| LVA    | Lettland            | 5      | 4      |
| MDA    | Moldau              | 1      | 1      |
| MKD    | Mazedonien          | 1      | 0      |
| NLD    | Niederlande         |        | 0      |
| NOR    | Norwegen            | 8      | 8      |
| POL    | Polen               | 5      | 5      |
| ROU    | Rumänien            | 0      | 4      |
| RUS    | Russland            | 8      | 8      |
| SVN    | Slowenien           | 4      | 5      |
| SRB    | Serbien             | 4      | 0      |
| SVK    | Slowakei            | 5      | 5      |
| SWE    | Schweden            | 6      | 6      |
| UKR    | Ukraine             | 7      | 7      |
| USA    | USA                 | 5      | 4      |
| CHN    | Volksrepublik China | 4      | 5      |

## Resultate Männer

### Sprint 10 km
| Platz | Sportler             | Zeit/Rückstand | Schießfehler |
| ----- | -------------------- | -------------- | ------------ |
| 01    | Maxim Tschudow       | 022:25,4 min   | 0 (0-0)      |
| 02    | Halvard Hanevold     | +19,8 s        | 0 (0-0)      |
| 03    | Ole Einar Bjørndalen | +30,0 s        | 2 (0-2)      |
| 04    | Iwan Tscheresow      | +35,8 s        | 1 (0-1)      |
| 05    | Michael Rösch        | +43,5 s        | 1 (0-1)      |
| 06    | Michal Šlesingr      | +55,7 s        | 0 (0-0)      |
| 07    | Daniel Graf          | +58,5 s        | 1 (1-0)      |
| 08    | Andreas Birnbacher   | +1:00,4 min    | 0 (0-0)      |
| 09    | Tim Burke            | +1:05,0 min    | 1 (0-1)      |
| 10    | Dmitri Jaroschenko   | +1:05,6 min    | 2 (0-2)      |
| …     |                      |                |              |

Datum: Samstag, 9. Februar 2008, 14:15 Uhr
Es starteten 114 Athleten.

### Verfolgung 12,5 km
| Platz | Sportler             | Zeit/Rückstand | Schießfehler |
| ----- | -------------------- | -------------- | ------------ |
| 01    | Ole Einar Bjørndalen | 031:04,5 min   | 2 (0-1-1-0)  |
| 02    | Maxim Tschudow       | +10,1 s        | 4 (2-0-2-0)  |
| 03    | Alexander Wolf       | +42,8 s        | 1 (0-0-1-0)  |
| 04    | Dmitri Jaroschenko   | +50,0 s        | 2 (1-1-0-0)  |
| 05    | Michal Šlesingr      | +52,5 s        | 0 (0-0-0-0)  |
| 06    | Simon Fourcade       | +52,6 s        | 1 (0-0-1-0)  |
| 07    | Michael Rösch        | +58,0 s        | 2 (0-0-1-1)  |
| 08    | Iwan Tscheresow      | +58,2 s        | 3 (0-1-1-1)  |
| 09    | Halvard Hanevold     | +58,5 s        | 2 (0-0-1-1)  |
| 10    | Tim Burke            | +1:18,6 min    | 2 (0-0-2-0)  |
| …     |                      |                |              |

Datum: Sonntag, 10. Februar 2008, 14:15 Uhr
Alle 60 qualifizierten Biathleten traten an.

### Einzel 20 km
| Platz | Sportler             | Zeit/Rückstand | Schießfehler |
| ----- | -------------------- | -------------- | ------------ |
| 01    | Emil Hegle Svendsen  | 051:51,9 min   | 1 (0-1-0-0)  |
| 02    | Ole Einar Bjørndalen | +31,4 s        | 2 (1-1-0-0)  |
| 03    | Maxim Maximow        | +34,8 s        | 0 (0-0-0-0)  |
| 04    | Simon Fourcade       | +1:05,4 min    | 1 (0-0-0-1)  |
| 05    | Maxim Tschudow       | +1:22,0 min    | 3 (3-0-0-0)  |
| 06    | Christian De Lorenzi | +1:34,7 min    | 1 (0-1-0-0)  |
| 07    | Zdeněk Vítek         | +1:40,6 min    | 2 (0-1-0-1)  |
| 08    | Rustam Waliullin     | +1:48,6 min    | 2 (0-1-1-0)  |
| 09    | Andrij Derysemlja    | +2:00,1 min    | 1 (0-0-1-0)  |
| 10    | Michal Šlesingr      | +2:03,7 min    | 1 (0-0-0-1)  |
| …     |                      |                |              |

Datum: Donnerstag, 14. Februar 2008, 17:15 Uhr
Es waren 112 Starter gemeldet, von denen zwei nicht an den Start gingen und einer das Rennen nicht beendete. Erstmals in der 50-jährigen Geschichte von Biathlon-Weltmeisterschaften wurde eine Entscheidung unter Flutlicht ausgetragen, was eigentlich schon einen Tag zuvor für den Einzelwettkampf der Frauen vorgesehen gewesen war, der jedoch wegen stürmischen Windes um einen Tag verschoben werden musste.

### Massenstart 15 km
| Platz | Sportler             | Zeit/Rückstand | Schießfehler |
| ----- | -------------------- | -------------- | ------------ |
| 01    | Emil Hegle Svendsen  | 036:12,6 min   | 1 (1-0-0-0)  |
| 02    | Ole Einar Bjørndalen | 0+0,4 s        | 1 (0-0-1-0)  |
| 03    | Maxim Tschudow       | +24,9 s        | 3 (0-1-2-0)  |
| 04    | Maxim Maximow        | +40,5 s        | 0 (0-0-0-0)  |
| 05    | Halvard Hanevold     | +1:04,2 min    | 1 (0-0-0-1)  |
| 06    | Dmitri Jaroschenko   | +1:22,7 min    | 4 (0-0-1-3)  |
| 07    | Vincent Defrasne     | +1:23,0 min    | 2 (0-0-1-1)  |
| 08    | Iwan Tscheresow      | +1:31,3 min    | 3 (0-1-1-1)  |
| 09    | Björn Ferry          | +1:37,1 min    | 2 (0-1-1-0)  |
| 10    | Andrij Derysemlja    | +1:38,7 min    | 2 (0-2-0-0)  |
| …     |                      |                |              |

Datum: Sonntag, 17. Februar 2008, 12:00 Uhr

### Staffel 4 × 7,5 km
| Platz | Land / Sportler                                                                                      | Zeit/Rückstand | Schießfehler + Nachlader                          |
| ----- | --- | -------------- | ------------------------------------------------- |
| 01    | Russland 0000Iwan Tscheresow 0000Nikolai Kruglow 0000Dmitri Jaroschenko 0000Maxim Tschudow           | 1:21:00,7 h00  | 0+0 – 0+5 0+0 – 0+1 0+0 – 0+2 0+0 – 0+1           |
| 02    | Norwegen 0000Emil Hegle Svendsen 0000Rune Brattsveen 0000Halvard Hanevold 0000Ole Einar Bjørndalen   | 0+49,2 s       | 0+0 – 0+6 0+0 – 0+1 0+0 – 0+3 0+0 – 0+2 0+0 – 0+0 |
| 03    | Deutschland 0000Michael Rösch 0000Alexander Wolf 0000Andreas Birnbacher 0000Michael Greis            | 0+1:42,5 min   | 0+5 – 2+9 0+0 – 1+3 0+0 – 0+1 0+2 – 1+3 0+3 – 0+2 |
| 04    | Österreich 0000Simon Eder 0000Friedrich Pinter 0000Daniel Mesotitsch 0000Christoph Sumann            | 0+1:42,9 min   | 0+5 – 0+5 0+0 – 0+1 0+2 – 0+0 0+2 – 0+2 0+1 – 0+2 |
| 05    | Frankreich 0000Julien Robert 0000Vincent Defrasne 0000Ferréol Cannard 0000Simon Fourcade             | 0+2:42,3 min   | 0+4 – 0+4 0+1 – 0+2 0+0 – 0+0 0+3 – 0+0 0+0 – 0+2 |
| 06    | Schweden 0000David Ekholm 0000Björn Ferry 0000Mattias Nilsson 0000Carl Johan Bergman                 | 0+3:11,0 min   | 0+3 – 3+7 0+0 – 0+1 0+1 – 0+3 0+0 – 0+3 0+2 – 0+0 |
| 07    | Tschechien 0000Michal Šlesingr 0000Jaroslav Soukup 0000Ondřej Moravec 0000Zdeněk Vítek               | 0+3:45,4 min   | 0+9 – 0+5 0+3 – 0+1 0+2 – 0+1 0+1 – 0+2 0+3 – 0+1 |
| 08    | Belarus 0000Sjarhej Nowikau 0000Aljaksandr Syman 0000Wladimir Miklaschewski 0000Rustam Valiullin     | 0+4:09,5 min   | 0+2 – 0+7 0+0 – 0+0 0+0 – 0+2 0+2 – 0+3 0+0 – 0+2 |
| 09    | Slowakei 0000Pavol Hurajt 0000Marek Matiaško 0000Matej Kazár 0000Miroslav Matiaško                   | 0+4:29,0 min   | 0+4 – 0+7 0+1 – 0+0 0+1 – 0+1 0+2 – 0+3 0+0 – 0+3 |
| 10    | Ukraine 0000Wjatscheslaw Derkatsch 0000Oleksij Ajdarow 0000Oleksandr Bilanenko 0000Andrij Derysemlja | 0+4:47,9 min   | 0+4 – 1+8 0+0 – 0+0 0+0 – 1+3 0+1 – 0+3 0+3 – 0+2 |
| …     | |                |                                                   |

Datum: Samstag, 16. Februar 2008, 12:00 Uhr

## Resultate Frauen

### Sprint 7,5 km
| Platz | Sportlerin               | Zeit/Rückstand | Schießfehler |
| ----- | ------------------------ | -------------- | ------------ |
| 01    | Andrea Henkel            | 019:43,1 min   | 0 (0-0)      |
| 02    | Albina Achatowa          | +12,7 s        | 0 (0-0)      |
| 03    | Oksana Chwostenko        | +23,2 s        | 0 (0-0)      |
| 04    | Tora Berger              | +30,1 s        | 1 (1-0)      |
| 05    | Sandrine Bailly          | +31,7 s        | 1 (0-1)      |
| 06    | Swetlana Slepzowa        | +35,6 s        | 1 (0-1)      |
| 07    | Magdalena Gwizdoń        | +38,7 s        | 0 (0-0)      |
| 08    | Julie Bonnevie-Svendsen  | +39,2 s        | 0 (0-0)      |
| 09    | Jekaterina Jurjewa       | +41,9 s        | 2 (0-2)      |
| 10    | Dijana Grudiček-Ravnikar | +42,9 s        | 0 (0-0)      |
| …     |                          |                |              |

Datum: Samstag, 9. Februar 2008, 11:00 Uhr
Es waren 96 Starterinnen gemeldet, Zdeňka Vejnarová aus Tschechien und Andrijana Stipaničić aus Kroatien gingen nicht an den Start.

### Verfolgung 10 km
| Platz | Sportlerin         | Zeit/Rückstand | Schießfehler |
| ----- | ------------------ | -------------- | ------------ |
| 01    | Andrea Henkel      | 028:56,0 min   | 0 (0-0-0-0)  |
| 02    | Jekaterina Jurjewa | +20,5 s        | 0 (0-0-0-0)  |
| 03    | Albina Achatowa    | +38,5 s        | 0 (0-0-0-0)  |
| 04    | Tora Berger        | +55,7 s        | 1 (0-0-1-0)  |
| 05    | Sandrine Bailly    | +55,9 s        | 2 (1-1-0-0)  |
| 06    | Magdalena Neuner   | +1:44,1 min    | 4 (1-1-0-2)  |
| 07    | Martina Glagow     | +2:13,0 min    | 1 (0-0-1-0)  |
| 08    | Swetlana Slepzowa  | +2:20,8 min    | 3 (0-0-2-1)  |
| 09    | Kathrin Hitzer     | +2:21,7 min    | 4 (2-0-1-1)  |
| 10    | Oksana Chwostenko  | +2:24,2 min    | 4 (0-2-0-2)  |
| …     |                    |                |              |

Datum: Sonntag, 10. Februar 2008, 12:00 Uhr
Von den 60 startberechtigten Läuferinnen traten vier nicht an. Eine überrundete Biathletin wurde aus dem Rennen genommen.

### Einzel 15 km
| Platz | Sportlerin         | Zeit/Rückstand [min] | Schießfehler |
| ----- | ------------------ | -------------------- | ------------ |
| 01    | Jekaterina Jurjewa | 044:23,8             | 0 (0-0-0-0)  |
| 02    | Martina Glagow     | +1:13,3              | 1 (1-0-0-0)  |
| 03    | Oksana Chwostenko  | +2:24,4              | 1 (0-0-1-0)  |
| 04    | Tora Berger        | +2:28,5              | 2 (1-1-0-0)  |
| 05    | Tatjana Moissejewa | +2:40,5              | 1 (0-1-0-0)  |
| 06    | Teja Gregorin      | +3:03,0              | 1 (1-0-0-0)  |
| 07    | Jana Romanowa      | +3:04,6              | 1 (1-0-0-0)  |
| 08    | Natalia Levcencova | +3:22,8              | 1 (1-0-0-0)  |
| 09    | Olga Kudraschowa   | +3:28,0              | 1 (1-0-0-0)  |
| 10    | Solveig Rogstad    | +3:55,0              | 2 (0-1-0-1)  |

Datum: Donnerstag, 14. Februar 2008, 14.05 Uhr
Der ursprünglich als Flutlicht-Premiere bei Weltmeisterschaften vorgesehene Wettkampf wurde wegen stürmischen Windes um einen Tag verschoben.

### Massenstart 12,5 km
| Platz | Sportlerin         | Zeit/Rückstand | Schießfehler |
| ----- | ------------------ | -------------- | ------------ |
| 01    | Magdalena Neuner   | 039:36,5 min   | 4 (0-0-2-2)  |
| 02    | Tora Berger        | +03,0 s        | 1 (1-0-0-0)  |
| 03    | Jekaterina Jurjewa | +29,5 s        | 2 (1-0-1-0)  |
| 04    | Wita Semerenko     | +33,6 s        | 1 (0-1-0-0)  |
| 05    | Helena Jonsson     | +51,0 s        | 2 (1-0-1-0)  |
| 06    | Martina Glagow     | +57,0 s        | 3 (3-0-0-0)  |
| 07    | Liu Xianying       | +57,5 s        | 3 (1-1-1-0)  |
| 08    | Kati Wilhelm       | +1:01,5 min    | 4 (1-1-1-1)  |
| 09    | Michela Ponza      | +1:09,6 min    | 2 (0-2-0-0)  |
| 10    | Albina Achatowa    | +1:17,3 min    | 4 (0-2-1-1)  |

Datum: Samstag, 16. Februar 2008, 15:00 Uhr

### Staffel 4 × 6 km
| Platz | Land / Sportlerin                                                                                | Zeit/Rückstand | Strafrunden + Nachlader                           |
| ----- | ------------------------------------------------------------------------------------------------ | -------------- | ------------------------------------------------- |
| 01    | Deutschland 0000Martina Glagow 0000Andrea Henkel 0000Magdalena Neuner 0000Kati Wilhelm           | 1:10:12,6 h00  | 0+4 – 1+5 0+0 – 0+0 0+2 – 1+3 0+2 – 0+2           |
| 02    | Ukraine 0000Oksana Jakowljewa 0000Wita Semerenko 0000Walentyna Semerenko 0000Oksana Chwostenko   | 0+30,9 s       | 0+0 – 0+4 0+0 – 0+0 0+0 – 0+2 0+0 – 0+0           |
| 03    | Frankreich 0000Delphyne Peretto 0000Marie-Laure Brunet 0000Sylvie Becaert 0000Sandrine Bailly    | 0+1:35,7 min   | 0+4 – 2+9 0+1 – 0+1 0+0 – 1+3 0+1 – 1+3 0+2 – 0+2 |
| 04    | Russland 0000Swetlana Slepzowa 0000Albina Achatowa 0000Tatjana Moissejewa 0000Jekaterina Jurjewa | 0+1:39,4 min   | 0+5 – 0+3 0+0 – 0+1 0+3 – 0+1 0+1 – 0+0 0+1 – 0+1 |
| 05    | Belarus 0000Ljudmila Kalintschyk 0000Darja Domratschawa 0000Wolha Nasarawa 0000Olga Kudraschowa  | 0+1:46,4 min   | 0+3 – 0+3 0+2 – 0+0 0+1 – 0+0 0+0 – 0+2 0+0 – 0+1 |
| 06    | Norwegen 0000Solveig Rogstad 0000Anne Ingstadbjörg 0000Ann Kristin Flatland 0000Tora Berger      | 0+2:05,7 min   | 0+1 – 1+7 0+0 – 0+3 0+1 – 0+0 0+0 – 1+3 0+0 – 0+1 |
| 07    | Polen 0000Krystyna Pałka 0000Paulina Bobak 0000Magdalena Gwizdoń 0000Agnieszka Grzybek           | 0+2:15,4 min   | 0+6 – 0+2 0+1 – 0+1 0+1 – 0+0 0+2 – 0+1 0+2 – 0+0 |
| 08    | Schweden 0000Helena Jonsson 0000Anna Maria Nilsson 0000Sofia Domeij 0000Elisabeth Högberg        | 0+2:15,6 min   | 0+3 – 1+5 0+0 – 0+0 0+3 – 0+2 0+0 – 1+3 0+0 – 0+0 |
| 09    | Slowakei 0000Jana Gereková 0000Martina Halinárová 0000Petra Slezáková 0000Eliška Švikruhová      | 0+3:42,0 min   | 0+1 – 0+6 0+0 – 0+3 0+1 – 0+1 0+0 – 0+1           |
| 10    | Italien 0000Michela Ponza 0000Roberta Fiandino 0000Katja Haller 0000Barbara Ertl                 | 0+3:59,4 min   | 0+7 – 0+4 0+0 – 0+0 0+3 – 0+0 0+2 – 0+3 0+2 – 0+1 |
| …     |                                                                                                  |                |                                                   |

Datum: Sonntag, 17. Februar 2008, 14:30 Uhr
Die deutsche Staffel wurde vor dem Rennen vor den Russinnen als Favoritenquartett gehandelt. Die Deutschen gingen als Titelverteidigerinnen und ungeschlagen seit mehr als zwölf Monaten in derselben Besetzung wie beim Vorjahressieg an den Start. In der ersten Runde konnten die Italienerinnen noch mit den Deutschen mithalten, sie fielen jedoch nach dem zweiten Wechsel zurück und das Rennen wurde bereits zwischen erstem und zweitem Wechsel entschieden. Während bei der Russin Albina Achatowa der Schlagbolzen des Gewehrs brach und sich ihre Staffel damit zwischenzeitlich 2:16 Minuten Rückstand auf die Spitze des Feldes einhandelte, errangen die deutschen Starterinnen mit 20 Treffern in den ersten vier Schießeinlagen bis zum zweiten Wechsel fast eine Minute Vorsprung auf die folgenden Ukrainerinnen. Auch die durchwachsenen Schießergebnisse der beiden letzten deutschen Läuferinnen Magdalena Neuner (sechs Fehler und eine Strafrunde) und Kati Wilhelm (vier Fehler, ohne Strafrunde) konnten den Sieg der Deutschen nicht mehr gefährden, da die folgenden Ukrainerinnen zwar sehr sicher im Schießstand waren und so den Rückstand zwischenzeitlich bis auf 15 Sekunden verringern konnten, den beiden Deutschen jedoch langläuferisch unterlegen waren.
Die übrigen Staffeln fielen dagegen auch durch schlechte Schießleistungen immer weiter zurück, so dass die Russinnen mit der starken Schlussläuferin Jekaterina Jurjewa nach dem letzten Stehendschießen die bis dahin auf Platz drei liegenden Weißrussinnen überholen konnten; die russische Schlussläuferin wurde jedoch auf dem letzten Kilometer noch von der Französin Bailly abgefangen.

## Mixed

### Staffel 2 × 6 km + 2 × 7,5 km
| Platz | Land / Sportler                                                                                     | Zeit/Rückstand | Strafrunden + Nachlader                           |
| ----- | --------------------------------------------------------------------------------------------------- | -------------- | ------------------------------------------------- |
| 01    | Deutschland 0000Sabrina Buchholz 0000Magdalena Neuner 0000Andreas Birnbacher 0000Michael Greis      | 1:12:20,5 h00  | 0+1 – 0+5 0+0 – 0+0 0+0 – 0+2 0+1 – 0+2 0+0 – 0+1 |
| 02    | Belarus 0000Ljudmila Kalintschyk 0000Darja Domratschawa 0000Rustam Waliullin 0000Sjarhej Nowikau    | 0+52,6 s       | 0+0 – 0+4 0+0 – 0+1 0+0 – 0+0 0+0 – 0+2           |
| 03    | Russland 0000Swetlana Slepzowa 0000Oksana Neupokojewa 0000Nikolai Kruglow 0000Dmitri Jaroschenko    | 0+1:02,9 min   | 1+3 – 0+6 0+0 – 0+0 0+0 – 0+2 1+3 – 0+2 0+0 – 0+2 |
| 04    | Schweden 0000Helena Jonsson 0000Anna Carin Olofsson 0000Björn Ferry 0000Carl Johan Bergman          | 0+1:06,8 min   | 0+6 – 0+3 0+1 – 0+0 0+2 – 0+2 0+1 – 0+0 0+2 – 0+1 |
| 05    | Italien 0000Michela Ponza 0000Roberta Fiandino 0000René-Laurent Vuillermoz 0000Christian De Lorenzi | 0+1:24,9 min   | 0+4 – 0+3 0+0 – 0+1 0+1 – 0+0 0+1 – 0+1 0+2 – 0+1 |
| 06    | Polen 0000Krystyna Pałka 0000Magdalena Gwizdoń 0000Krzysztof Pływaczyk 0000Tomasz Sikora            | 0+1:44,5 min   | 0+3 – 1+6 0+1 – 0+2 0+1 – 1+3 0+0 – 0+0 0+1 – 0+1 |
| 07    | Frankreich 0000Marie Laure Brunet 0000Delphyne Peretto 0000Vincent Jay 0000Loïs Habert              | 0+1:45,9 min   | 0+3 – 0+9 0+2 – 0+1 0+0 – 0+3 0+1 – 0+2 0+0 – 0+3 |
| 08    | Norwegen 0000Anne Ingstadbjørg 0000Julie Bonnevie-Svendsen 0000Alexander Os 0000Rune Brattsveen     | 0+2:49,5 min   | 0+1 – 0+7 0+0 – 0+2 0+0 – 0+3 0+0 – 0+1 0+1 – 0+1 |
| 09    | Slowenien 0000Dijana Ravnikar 0000Teja Gregorin 0000Peter Dokl 0000Klemen Bauer                     | 0+2:56,5 min   | 0+3 – 4+5 0+2 – 0+2 0+0 – 0+0 0+1 – 4+3           |
| 10    | Finnland 0000Kaisa Mäkäräinen 0000Mari Eder 0000Timo Antila 0000Jarkko Kauppinen                    | 0+3:01,4 min   | 0+4 – 0+5 0+0 – 0+0 0+0 – 0+1 0+3 – 0+1 0+1 – 0+3 |
| …     | |                |                                                   |

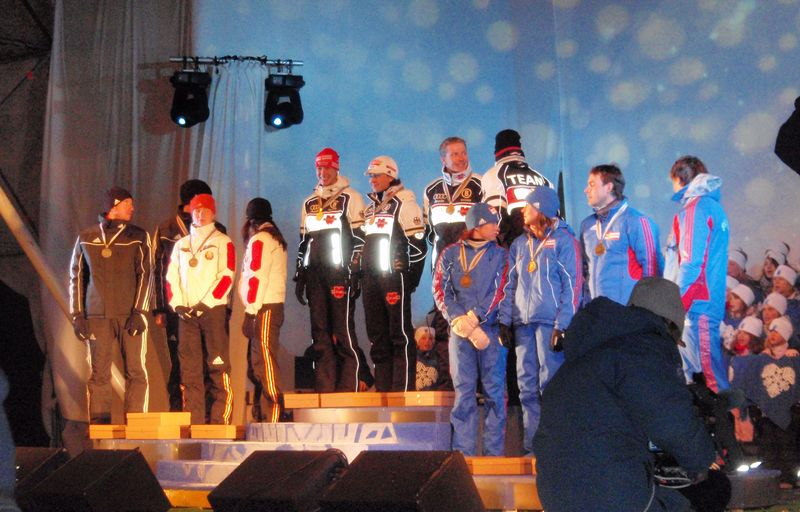
Medaillengewinner der Mixedstaffel

Datum: Dienstag, 12. Februar 2008, 14:15 Uhr

## Medaillenspiegel
| Platz | Land        | Gold | Silber | Bronze | Gesamt |
| ----- | ----------- | ---- | ------ | ------ | ------ |
| 01    | Deutschland | 5    | 1      | 2      | 8      |
| 02    | Norwegen    | 3    | 5      | 1      | 9      |
| 03    | Russland    | 3    | 3      | 5      | 11     |
| 04    | Ukraine     | –    | 1      | 2      | 3      |
| 05    | Belarus     | –    | 1      | –      | 1      |
| 06    | Frankreich  | –    | –      | 1      | 1      |

| Platz | Sportler             | Gold | Silber | Bronze | Gesamt |
| ----- | -------------------- | ---- | ------ | ------ | ------ |
| 01    | Maxim Tschudow       | 2    | 1      | 1      | 4      |
| 02    | Emil Hegle Svendsen  | 2    | 1      | 0      | 3      |
| 03    | Ole Einar Bjørndalen | 1    | 3      | 1      | 5      |
| 04    | Andreas Birnbacher   | 1    | 0      | 1      | 2      |
| 04    | Michael Greis        | 1    | 0      | 1      | 2      |
| 04    | Dmitri Jaroschenko   | 1    | 0      | 1      | 2      |
| 04    | Nikolai Kruglow      | 1    | 0      | 1      | 2      |
| 08    | Iwan Tscheresow      | 1    | 0      | 0      | 1      |
| 09    | Halvard Hanevold     | 0    | 2      | 0      | 2      |
| 10    | Rune Brattsveen      | 0    | 1      | 0      | 1      |
| 10    | Sjarhej Nowikau      | 0    | 1      | 0      | 1      |
| 10    | Rustam Waliullin     | 0    | 1      | 0      | 1      |
| 013   | Alexander Wolf       | 0    | 0      | 2      | 2      |
| 14    | Maxim Maximow        | 0    | 0      | 1      | 1      |
| 14    | Michael Rösch        | 0    | 0      | 1      | 1      |

| Platz | Sportlerin           | Gold | Silber | Bronze | Gesamt |
| ----- | -------------------- | ---- | ------ | ------ | ------ |
| 01    | Andrea Henkel        | 3    | 0      | 0      | 3      |
| 01    | Magdalena Neuner     | 3    | 0      | 0      | 3      |
| 03    | Jekaterina Jurjewa   | 1    | 1      | 1      | 3      |
| 04    | Martina Glagow       | 1    | 1      | 0      | 2      |
| 05    | Sabrina Buchholz     | 1    | 0      | 0      | 1      |
| 05    | Kati Wilhelm         | 1    | 0      | 0      | 1      |
| 07    | Oksana Chwostenko    | 0    | 1      | 2      | 3      |
| 08    | Albina Achatowa      | 0    | 1      | 1      | 2      |
| 09    | Tora Berger          | 0    | 1      | 0      | 1      |
| 09    | Darja Domratschawa   | 0    | 1      | 0      | 1      |
| 09    | Ljudmila Kalintschyk | 0    | 1      | 0      | 1      |
| 09    | Oksana Jakowljewa    | 0    | 1      | 0      | 1      |
| 09    | Walentyna Semerenko  | 0    | 1      | 0      | 1      |
| 09    | Wita Semerenko       | 0    | 1      | 0      | 1      |
| 15    | Sandrine Bailly      | 0    | 0      | 1      | 1      |
| 15    | Sylvie Becaert       | 0    | 0      | 1      | 1      |
| 15    | Marie-Laure Brunet   | 0    | 0      | 1      | 1      |
| 15    | Oksana Neupokojewa   | 0    | 0      | 1      | 1      |
| 15    | Delphyne Peretto     | 0    | 0      | 1      | 1      |
| 15    | Swetlana Slepzowa    | 0    | 0      | 1      | 1      |